# 朝鲜不信仰宗教的状况
由于该国奉行国家无神论，因此朝鲜民主主义人民共和国无宗教信仰者数量难以衡量。朝鲜政府迫害反无神论，主体思想及个人崇拜的公民或外籍人士。依西方定义，朝鲜人将被视为无宗教者，但佛教和儒家传统仍然在朝鲜公民的生活中发挥重要作用。

## 参閱
- 朝鲜民主主义人民共和国宗教